# Darrell Pace
Darrell Owen Pace (* 23. října 1956 Cincinnati) je bývalý americký lukostřelec. Je šestinásobným mistrem USA (1973-76, 1978, 1980). Stal se olympijským vítězem v letech 1976 a 1984 (jako jediný vyhrál individuální soutěž vícekrát), v roce 1988 byl devátý v soutěži jednotlivců a druhý v premiérové soutěži družstev. Na mistrovství světa v lukostřelbě získal zlatou medaili v individuální soutěži v letech 1975 a 1979 a stříbrnou v roce 1983, členem vítězného družstva byl na MS 1975, 1977, 1979, 1981 a 1983. Panamerické hry vyhrál v kategorii jednotlivců v letech 1983 a 1991 a v kategorii družstev 1979, 1983 a 1987. Třikrát překonal světový rekord, jako první v historii nastřílel v sestavě FITA více než 1300 bodů. Získal Zlatou medaili Kongresu, Světová lukostřelecká federace ho vyhlásila svou největší osobností dvacátého století.